# حمزة إبراهيم يونس
حمزة يونس، ولد في عارة عام 1942، هو بطل ملاكمة سابق وفدائي فلسطيني وصاحب تجربة هروب من سجون الاحتلال الإسرائيلي ثلاثة مرات

## النشأة
ولد حمزة يونس في قرية عارة الفلسطينية التي تقع في منطقة المثلث الشمالي، وهي واحدة من 22 قرية احتلّتها إسرائيل عام 1948 بناء على تعديلات على الخريطة في إطار اتفاقية رودس للهدنة.

## بطل إسرائيل في الملاكمة
عمل مزارعاً في الكيبوتسات، وتدرب على الملاكمة، وحصل في عام 1962 على بطولة الدولة للناشئين في مباريات نظمت في بئر السبع، وفي عام 1963 حصل على بطولة الدولة للملاكمة في وزن خفيف الوسط (63,5 كغ)، وعلى بطولة «بيطار» في مباريات طبرية، وانضمم بعدها إلى نادي «بيطار» الذي واصل تدريباته فيه.

## التحول والأعتقال والهروب الأول
في عام 1964 تعرض لموقف عنصري في محطة للوقود، إذ اتهمه الموظف ولكونه عربي بأنه لا يريد دفع الفاتورة، وتصعّد الموقف إلى عراك مع تجمهر عدد من الإسرائيليين حوله (كان الخبر في الصحيفة في اليوم التالي: “مجهولان يعتديان على عامل محطة وقود). تسلل بعد هذا الشجار إلى غزة وسلم نفسه إلى السلطات المصرية التي لم تصدّق قصته وأعادته. اعتقل بعد عودته بتهمة الخيانة والتعامل مع مصر، إلا أنه تمكن من الهرب من سجن عسقلان في عملية مثيرة إذ أنه كان قد أعلن عن نيته الهرب في نفس اليوم، وهو ما أدّى إلى إقالة مدير السجن، وجلسة استجواب في الكنيست.

## الانضمام إلى القوات الشعبية في غزة
هرب إلى غزة وانضم إلى لقوات الشعبية، وقاتل في حرب عام 1967 مع المدافعين عن غزة وتعرض لإصابة في القدم في اشتباك قرب مبنى السرايا، وأسر مجددا لدى قوات الاحتلال الإسرائيلية.

## الإعتقال والهروب الثاني
في الأسر تعرف الإسرائيليون عليه، إلا أنه تمكن من الهرب مجددا من المستشفى الميداني في 26 حزيران، واختبأ شهرا في بيارات قطاع غزة قبل أن يتمكن من التواصل مع عائلته والهرب إلى بلدته عارة، وفي نهاية تموز تمكن من عبور الحدود إلى الأردن، وهناك التحق بحركة فتح.

## العمل العسكري
شارك في معركة الكرامة وأحداث أيلول الأسود، وعمل مترجماً من وإلى العبرية في إذاعة درعا التابعة للمقاومة الفلسطينية، ثم انتقل إلى العمل العسكري في جنوب لبنان حيث شارك في العمل الميداني في تشكيل الخلايا المقاتلة في الجليل ونقل السلاح إليها التحضير لعمليات فدائية.

## الأسر والهروب الثالث
أبحر في فجر 5 تشرين أول 1971 بقارب مطاطي مع مجموعة مسلحة انطلقت من السواحل اللبنانية باتجاه شاطئ نهاريا بغرض خطف جنود إسرائيليين لمبادلتهم بأسرى فلسطينيين. كشف جنود الاحتلال القارب الصغير للمجموعة، وتعرض القارب لاطلاق نار كثيف، وأسر أفراد المجموعة باستثناء واحد تمكن من الانسحاب. تعرض للتعذيب في سجن الصرفند ولم يتعاون مع المحققين، وفي 31 كانون الثاني 1973 حكمت عليه المحكمة الإسرائيلية بسبعة أحكام بالسجن المؤبد. أودع في سجن الرملة، وهناك أعلن مجددا نيته الهرب.
بعد عامين في سجن الرملة، تمكن يونس في مساء 3 آذار 1973 من الهرب من السجن بمساعدة محمد قاسم وسمير درويش (ابن عم الشاعر الفلسطيني محمود درويش)، حيث تمكنوا من تهريب وإخفاء مناشير داخل السجن نشروا بها قضبان نافذة غرفة الغسيل، وقفزوا منها في وقت قيام رفيقهم بقطع التيار الكهربائي (كان أمامه 7 ثوان لتجاوز جهاز الإنذار الأول، ودقيقتين لبلوغ السور) ثم هرب يونس وقاسم عبر غابات نهر العوجا شرقي يافا وصولا إلى الشيخ مؤنس حيث تمكنا من تدبير ملابس جديدة والتخفي، وفي 16 آذار عبرا الحدود اللبنانية سرا ووصلوا إلى بيروت حيث عقدا مؤتمرا صحفيا بحضور قيادات من منظمة التحرير.
في لبنان واصل يونس العمل السياسي وتزوج من الفلسطينية مريم فخر الدين ورزقا بستة أبناء. شارك في حرب لبنان 1982، وبعد انسحاب مقاتلي منظمة التحرير توجه إلى السعودية واستقر في مدينة جدة، حيث عمل في مكتب منظمة التحرير.

## السجن في السعودية
اعتقلته السلطات السعودية في عام 1991 اثناء حرب الخليج مع تسعة آخرين من مكتب منظمة التحرير في جدة، بتهمة إطلاق النار على باص يقلّ جنودا أمريكيين في 3 شباط 1991. تنقل بعدها في السجون السعودية حيث حبس لتسعة أشهر في زنزانة منفردة في سجن حاير جنوب الرياض، ثم تنقل بين سجني جدة والرياض لمدة عامين وأربعة أشهر دون محاكمة، ثم أطلق سراحه في حزيران 1993. أبعدته السعودية إلى سورية حيث أقام ثلاث سنوات مع أسرته، وغادرها عام 1997 إلى الأردن، وانتقل عام 1999 إلى الجزائر حيث حصل على وظيفة في سفارة فلسطين فيها، وظل هناك إلى أن تقاعد في عام 2010 وعاد إلى سورية.

## الهجرة إلى السويد
مع اندلاع الأزمة السورية في 2011 انتقل إلى مصر، وبعد سقوط حكومة مرسي غادرها وأسرته في تشرين أول 2013 بقارب تهريب عبر البحر المتوسط وتمكنوا من بلوغ الجزر الإيطالية، ومن إيطاليا توجهوا إلى ألمانيا فالسويد حيث يقيمون الآن.